# 孟隆府
孟隆府，中国明朝的府，今西双版纳州以南的缅甸境内湄公河沿岸地区。
元泰定帝泰定三年（1326年）九月置孟隆路，明太祖洪武十五年（1382年）三月改为孟隆府，后废，地入缅甸。